# Canon obusier de 12

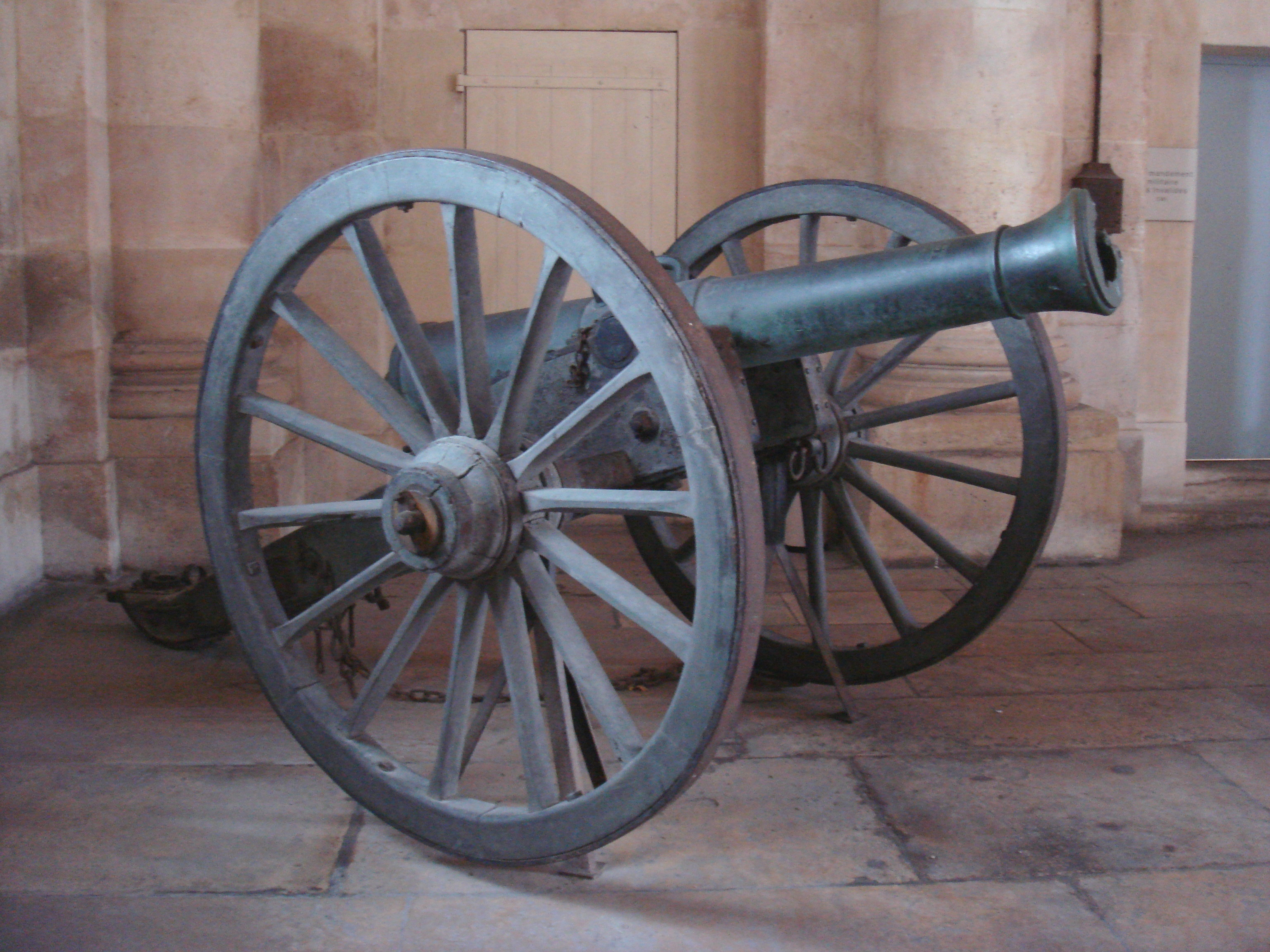
Canon obusier de 12 livres.

Le canon obusier de 12 (en anglais : 12-pounder Napoleon), surnommé le Canon de l'Empereur ou Canon Napoléon en hommage à Napoléon III, est un canon et obusier de campagne français.
Utilisé à partir de 1853, ce canon a des performances et une polyvalence (son canon lisse est capable de tirer boulet, obus ou mitraille) qui le font remplacer les autres canons de 8 et de 12 ainsi que les obusiers « Valée ». Il sera lui-même dépassé par les canons « Lahitte ».
Ce canon est utilisé par la France lors de la guerre de Crimée et lors de la guerre de Sécession (Union et États confédérés d'Amérique).

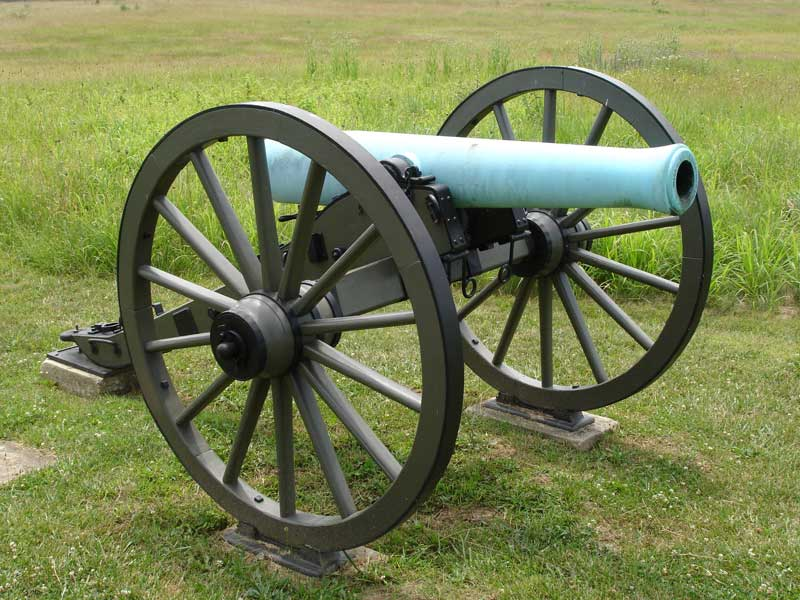
Canon obusier de 12 - M1857.
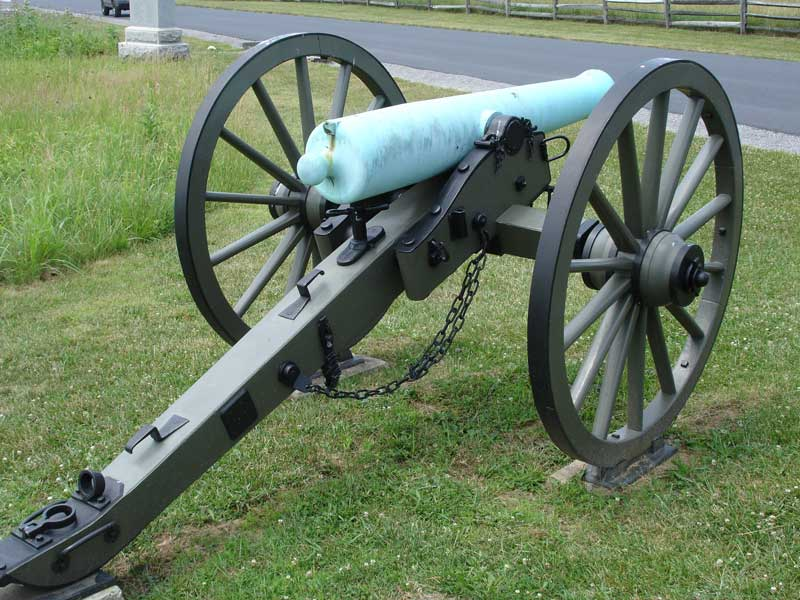
Canon obusier de 12 - M1857.
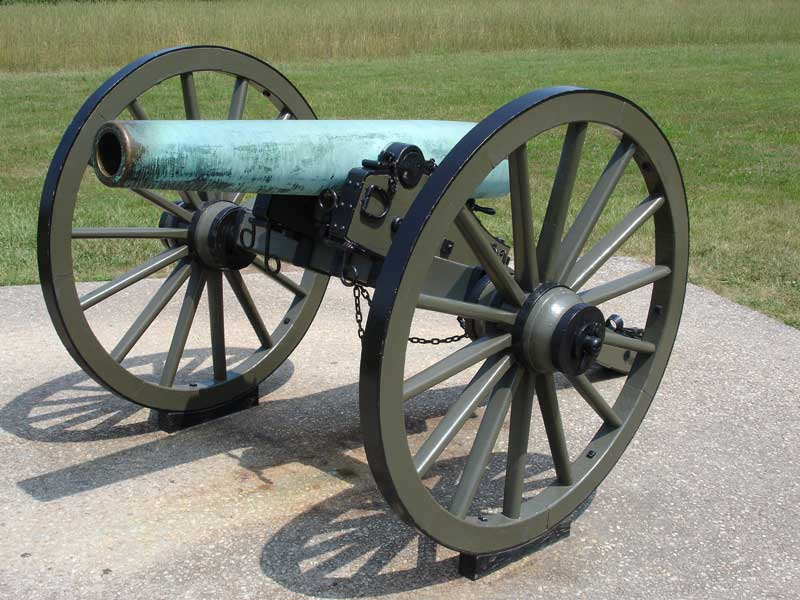
Canon obusier de 12 confédéré.
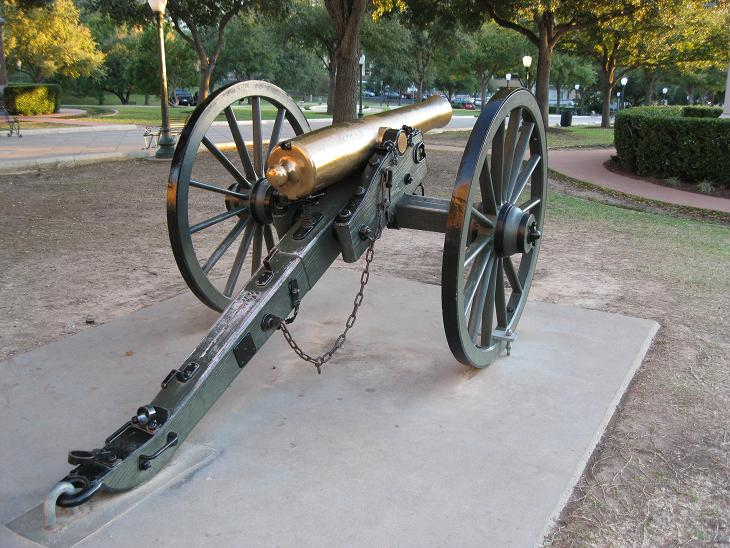
Canon obusier de 12 fabriqué aux États-Unis en 1864.